# Dave Holland
Dave Holland (nascido David Holland, em 5 de abril de 1948, Wolverhampton, West Midlands- 16 de janeiro de 2018) Foi  um baterista de heavy metal que tocou, entre outros projetos, nas bandas Trapeze e Judas Priest (durante os anos 1970 e 1980).
Em 2006 ele havia sido condenado por estupro, atentado ao pudor e assédio a um jovem de 17 anos a quem dava aulas de bateria, ficou preso até 2012, mas sempre insistiu em sua inocência. As causas da morte não foram divulgadas

## Discografia

### com os The Liberators
- One single, released 1965

### com os Finders Keepers
- "Sadie, The Cleaning Lady" (single)

### com osTrapeze
- Trapeze (1970)
- Medusa (1970)
- You Are the Music...We're Just the Band (1972)
- The Final Swing (1974)
- Hot Wire (1974)
- Live At The Boat Club (1975)
- Trapeze (1976)
- Hold On a.k.a. Running (1978/1979)
- Welcome to the Real World (1993)
- High Flyers: The Best of Trapeze (1996)
- Way Back to the Bone (1998)
- On the Highwire (2003)

### comGlenn Hughes
- Play Me Out (1977)

### comJustin Hayward
- Songwriter (1977)
- Night Flight (1980)

### comJudas Priest
- British Steel (1980)
- Point of Entry (1981)
- Screaming for Vengeance (1982)
- Defenders of the Faith (1984)
- Turbo (1986)
- Priest...Live! (1987)
- Ram It Down (1988)
- Metal Works '73-'93 (1993)
- The Best of Judas Priest: Living After Midnight (1996)
- Metalogy (2004)
- The Essential Judas Priest (2006)